# Coelotes nazuna
Coelotes nazuna là một loài nhện trong họ Amaurobiidae.
Loài này thuộc chi Coelotes. Coelotes nazuna được miêu tả năm 2009 bởi Nishikawa.